# ユカイア (カリフォルニア州)
ユカイア（Ukiah）は、アメリカ合衆国カリフォルニア州メンドシーノ郡の郡庁所在地。人口は1万6607人（2020年）。
ユカイア谷 (Ukiah Valley) の中に位置する。ユカイアの名は、ポモ語 (Pomoan) で「深い谷」を意味する Yokayo Rancho に由来する。

## 歴史
1856年、ソノマ郡内に設立。1859年メンドシーノ郡の独立時に郡庁所在地となる。短期間、カリフォルニア州の州都だったこともある。

## 地誌
主な産業は果樹栽培とその加工業。ワインの名産地である。
緯度が北緯39度であり、緯度観測所がある。（同じ緯度の緯度観測所に水沢観測所がある）